# Anton Haizinger
Anton Haizinger (Wilfersdorf, 14 marzo 1796 – Karlsruhe, 31 dicembre 1869) è stato un tenore e cantante lirico austriaco. Fu il marito dell'attrice Amalie Haizinger.

## Biografia
Haizinger iniziò la sua carriera come insegnante di scuola a Vienna, in seguito grazie alla sua bella voce fu notato dal conte Pálffy, direttore del Theater an der Wien e divenne cantante d'opera facendo la sua prima apparizione nel 1821, subito coperto di applausi. Uno dei punti salienti della sua carriera fu la sua partecipazione alla prima della Nona sinfonia di Beethoven, all'interno della großen Akademie, diretta dallo stesso compositore il 7 maggio 1824 presso il Theater am Kärntnertor di Vienna.
Il suo brillante periodo di attività in campo artistico ha avuto inizio con le sue performance a Parigi, dove ha contribuito a rendere celebre l'opera tedesca, insieme con la cantante Wilhelmine Schröder-Devrient. Fu allievo di Antonio Salieri.
Nel 1850 si ritirò dal palcoscenico e si trasferì a Vienna con la moglie e la figlia.